# Elvia Josefina Amador
Elvia Josefina Amador Muñoz (sinh ngày 1 tháng 5 năm 1948) là một chính trị gia người Honduras. Bà từng là phó của Quốc hội Honduras đại diện cho Đảng Tự do của Honduras cho Olancho trong nhiệm kỳ 2006-2010.